# Kovács Károly (színművész)
Kovács Károly (Szilasbalhás, 1902. január 19. – Budapest, 1990. december 10.) magyar színművész, érdemes művész.

## Élete
Kovács Károly és Somogyi Mária fia. 1920-ban lépett fel először a Szegedi Városi Színházban amatőrként, azután Rákosi Szidi színésziskoláját elvégezve 1922-ben a pesti Magyar Színház szerződtette, de eleinte nem maradt sokáig egyetlen társulat tagja sem. 1924-ben a Renaissance Színházban, 1924/25-ben az Országos Kamara Színházban játszott, 1926/27-ben Győrött, 1927/28-ban Miskolcon, 1927–1929 között Szegeden szerepelt. 1929. szeptember 17-én Budapesten elvette feleségül a fiatal Dajka Margitot, akivel 1940-ben bekövetkezett válásukig együtt élt.
1932-ben a Belvárosi Színházhoz szerződött Dajkával együtt, majd 1934-ben a Vígszínházhoz. Időközben befutott, nagyon rövid idő alatt sztárrá lett felesége már szabadúszó, csak darabra szerződött. 1935-től, amikor Németh Antal vette át a Nemzeti Színház vezetését, és meghívta darabokra Dajkát, Kovács is a Nemzetibe szerződött és egészen 1945-ig a társulat tagja maradt. 1945 után előbb az Úttörő Színházhoz, azután a Petőfi Színházhoz került (ahol az immár volt felesége, Dajka is játszott), majd megint csak együtt a jogutód Thália Színházhoz. Onnan ment nyugdíjba az 1960-as évek legvégén.
Kezdetben epizódszerepeket alakított, az 1930-as évektől már főszerepeket is, főleg negatív, intrikus figurákat. Alakításait a kritika szerint határozott karakter és szuggesztivitás jellemezte. Számos filmben szerepelt.
1957-ben érdemes művész címet kapott.
A Színházi adattárban regisztrált bemutatóinak száma (1949-): 65.

## Főbb szerepei
Színpadon
- Lucifer (Madách Imre: Az ember tragédiája)
- Metternich (Edmond Rostand: A sasfiók)
- Cedro báró (Goldoni: A legyező)
- Chabot (Hanns Johst: Thomas Paine)
- Marmeladov (Dosztojevszkij–Baty: Bűn és bűnhődés)
- Gróf Fontana (Rolf Hochhuth: A helytartó)
- Lontai (Fejes Endre: Rozsdatemető)
- Kaunitz (Szomory Dezső: II. József császár)

Játékfilmjei
Szakmáry Frigyes, császári ezredes (Rákóczi nótája, 1943)
- Gábori János, igazgató (2×2 néha 5, 1954)
- A csodacsatár (1956)
- Vizy (Édes Anna, 1958)
- McConnor (Sakknovella (tévéfilm, 1959)
- Sipos ügyvéd (Szegény gazdagok, 1959)
- Váltókezelő (A becsületrombolók, 1959)
- Palojtay (A Noszty fiú esete Tóth Marival, 1960)
- Fegyelmi bizottság elnöke (Légy jó mindhalálig, 1960)
- Miniszter (Az aranyember, 1962)
- Labanc tábornok (A Tenkes kapitánya, 1963)
- Százados (A tizedes meg a többiek, 1965)
- A tábornok úr őkegyelmessége (Kristóf, a magánzó, 1965
- A gróf (Húsz óra, 1965)[9]
- Kőcserepi Dániel (Kárpáthy Zoltán, 1966)
- Bonta (Utószezon, 1966)
- Vizsgálóbíró (Barbárok, 1966)
- Orvos (Alfa Rómeó és Júlia, 1968)
- Mostel (A fekete város, 1970)
- Kulacsos Nagy Mihály, Szeged város főügyésze (Rózsa Sándor-sorozat, 1971)
- Vanák Rezső/Vízváry Rudolf (Sólyom a sasfészekben-sorozat, 1973)
- Igazgató (Rejtélyes égitest, 1973)
- Gazsi bácsi (Le a cipővel!, 1975)
- Kórházi beteg (Kojak Budapesten, 1980)
- Öreg horgász (A Pogány Madonna, 1980), Kovács Károly hangja: Raksányi Gellért

Magyar Rádió
- Kemény Egon–Ignácz Rózsa–Soós László–Ambrózy Ágoston: „Hatvani diákjai” (1955) Rádiódaljáték 2 részben. Szereplők: Hatvani professzor – Bessenyei Ferenc, Kerekes Máté – Simándy József, női főszerepben: Petress Zsuzsa, további szereplők: Mezey Mária, Tompa Sándor, Sinkovits Imre, Zenthe Ferenc, Bende Zsolt, Horváth Tivadar, Bankós Tóbiás a matézis professzora - Kovács Károly, Hadics László, Gózon Gyula, Csákányi László, Dénes György és mások. Zenei rendező: Ruitner Sándor. Rendező: Molnár Mihály és Szécsi Ferenc. A Magyar Rádió (64 tagú) Szimfonikus Zenekarát Lehel György vezényelte, közreműködött a Földényi-kórus 40 tagú férfikara. 2019 – Kemény Egon kétszeres Erkel Ferenc-díjas zeneszerző halálának 50. évfordulója esztendejében CD-újdonságként jelentek meg a Hatvani diákjai és a Komáromi farsang című daljátékai eredeti rádió-hangfelvételeinek (1955, 1957) digitalizált (2019) dupla-albumai. kemenyegon.hu

## Hangjátékok
- Szigligeti Ede: A csikós (1935)
- Madách Imre: Az ember tragédiája (1938)
- Bodai Jenő: Ha az ember szerelmes (1941)
- Farkass Jenő: A gyermek (1941)
- Tóth Kálmán: A király házasodik (1941)
- Jiràsek, Alois: Husz és Zsiska (1956)
- Tolnai Lajos: Jubilánsok (1956)
- Erdődy János: A korona rabszolgái (1957)
- Erdős László, dr.: A sárkúti zendülés (1957)
- Hegedűs Géza: Szerelem a fűzfák alatt (1957)
- John Reed: Tíz nap, amely megrengette a világot (1957)
- Kun Imre: És elmentek hozzá az emberek... (1958)
- Visnyevszkij: Kronstadti tengerészek (1958)
- Vörösmarty Mihály: Csongor és Tünde (1958)
- Sándor István: Kölcsey (1960)
- Dold-Mihajlik: Ordasok között (1961)
- Kazakievics: Nappali fénynél (1962)
- Molnár Ferenc: Liliom (1962)
- Stoenescu-Octavian: Magaviseletből elégtelen (1962)
- Friedrich Schiller: Ármány és szerelem (1963)
- Jókai Mór: És mégis mozog a föld... (1963)
- Aziz Neszin: Fölfedezem Törökországot (1964)
- Fáklyavivők - dalok, hősök, emlékek (1964)
- Mikszáth Kálmán: Két választás Magyarországon (1964)
- Raggamby András: A bicska (1964)
- Shakespeare: II.Richárd (1964)
- Bokor Péter: Elloptak egy Nobel-díjat (1965)
- Brecht, Bertold: A vágóhidak Szent Johannája (1965)
- Gyárfás Miklós: Sír az oroszlán (1965)
- Hegedűs Géza: Martinuzzi (1965)
- Kenneth Miller: Az eltemetett ügy (1965)
- Mándy Iván: Rajzold fel Kávés Katicát! (1965)
- Németh László: Eklézsia-megkövetés (1965)
- Hollós Ervin: Fiúk a térről (1966)
- Szabó Magda: A rab (1966)
- Darvas József: Harangos kút (1967)
- Zoltán Péter: A legendás szalmakalap (1968)
- Füst Milán: A zongora (1969)
- Hegedűs Géza: Az özvegy és a katona (1969)
- Balzac, Honoré de: Goriot apó (1970)
- Eötvös József: Magyarország 1514-ben (1970)
- Ödön von Horváth: Kazimir és Karolina (1970)
- Szergej Jeszenyin: Pugacsov (1970)
- Franz Kafka: A kastély (1971)
- Sőtér István: Eötvös József élete és művészete (1971)
- Lipták Gábor: A zsámbéki török kút (1973)
- Dahl-Lundberg: A lyukasztós bérlet (1974)
- Berza László: Magyar László a fekete kontinensen (1975)
- Simonffy András: A világlecsó (1976)
- Déry Tibor: A félfülű (1978)
- Minden egér szereti a sajtot (Zakariás, 1980)
- Török Sándor: Kököjszi és Bobojsza (1980)